# Lac Papaitonga
Le lac Papaitonga est un lac situé dans le district de Horowhenua, en région de Manawatū-Whanganui sur l'île du Nord. Peu profond (moins d'un mètre), le lac s'étend sur environ 62 hectares.
Historiquement maori, le lac devient la propriété de Walter Lawry Buller à la fin du XIXe siècle. Celui-ci souhaite en faire un sanctuaire faunistique et floristique. Au XXe siècle, la réserve paysagère de Papaitonga est créée. Elle abrite notamment une sous-espèce d'escargot endémique des environs du lac (Powelliphanta traversi traversi).

## Géographie
Le lac Papaitonga se trouve dans une plaine de sable du district de Horowhenua, à environ 6 km du centre de Levin et à une distance équivalente de la plage de Hokio Beach sur la mer de Tasman. Le lac s'étend sur environ 62 hectares, mais sa profondeur ne dépasse pas un mètre. Il s'agit d'un ancien lagon, à l'embouchure de la rivière Ohau, qui s'est transformé en lac il y a environ 9 000 ans. Avec le temps, des dunes de sable se sont construites, la rivière a changé de cours et la mer s'est retirée. La faible profondeur du lac ne remonte qu'aux années 1940, en raison de l'irrigation des champs horticoles voisins.

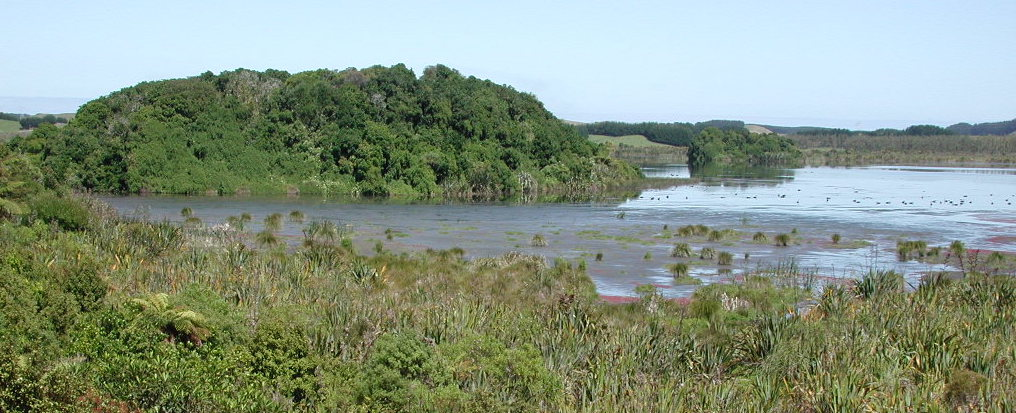
Le lac avec l'île Papaitonga à gauche et l'île Papawharangi à droite.

Le sable original, au fond du lac, est recouvert de 15 mètres de limon et de boue, préservant des couches de cendres volcaniques correspondant à des éruptions d'il y a 5 900 à 8 000 ans. Les fossiles de pollen suggèrent que le lac était entouré par une forêt, même après l'arrivée de l'homme dans les plaines. Le lac est alimenté par des eaux souterraines ainsi que plusieurs petits cours d'eau et sources, qui se déversent dans le ruisseau Waiwiri. Bordé par une forêt, le lac est oligotrophe, avec des faibles niveaux de phosphore et nitrogène.
Deux îles se trouvent sur le lac. À l'est, Papaitonga a une superficie de 1,2 ha. À l'ouest, Papawharangi — construite par l'homme — s'étend sur 0,3 ha.

## Toponymie
Le nom traditionnel maori du lac est Waiwiri, qui signifie « les eaux tremblantes ». Papaitonga, « beauté du sud », est à l'origine le nom de la plus grande île du lac. Cependant, l'île a donné son nom à la réserve paysagère autour du lac, et finalement au lac lui-même. Le nom de « lac Waiwiri » est toutefois toujours utilisé au XXIe siècle.
Les deux îles du lac, Papaitonga et Papawharangi, sont parfois nommées Motukiwi et Motungarara. Il ne s'agit pas de leurs noms traditionnels, mais de termes inventés par Walter Lawry Buller dans les années 1890.

## Histoire

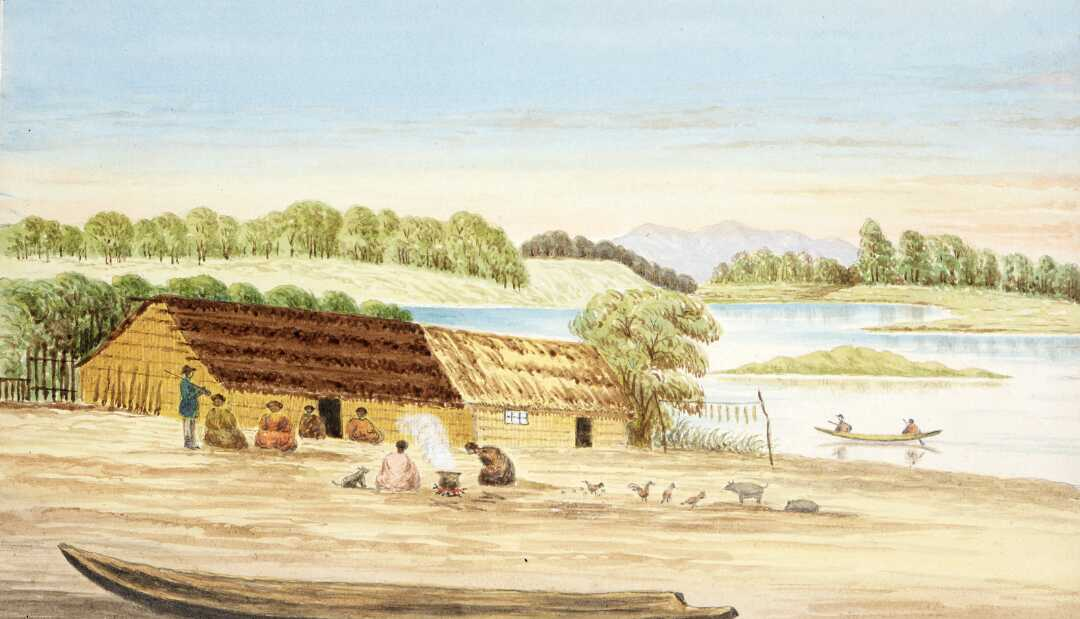
Une aquarelle du lac vers 1870.

L'iwi maorie Muaūpoko s'implante autour du lac au début du XIXe siècle, créant plusieurs villages. Ses habitants se nourrissent des fruits des forêts de Papaitonga (notamment de kiekie (en)) ainsi que des anguilles (d'Australie ou de Nouvelle-Zélande), oiseaux et moules d'eau douce (Echyridella menziesii (en)) de ses marécages. Ils chassent la sarcelle de Nouvelle-Zélande grâce à des pièges au-dessus de l'eau. L'île principale — Papaitonga — est alors plantée de bosquets de lauriers de Nouvelle-Zélande (en). La plus petite île — Papawharangi — est quant à elle construite en 1820, à partir de terres apportées en canoë et de coquillages. Les deux îles sont fortifiées et servent de pā en temps de guerre.

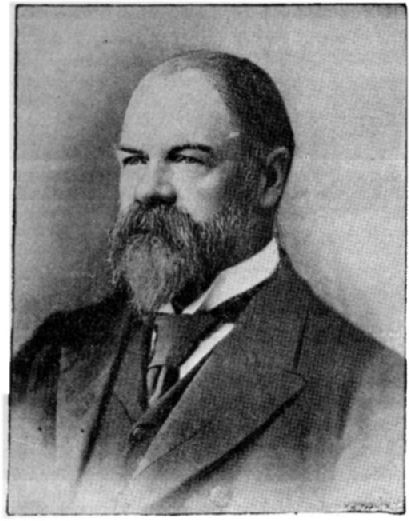
Walter Lawry Buller vers 1897.

En 1822, Te Rauparaha et sa tribu Ngati Toa arrivent dans la région et sont bien accueillis par la tribu locale. Cependant, après le meurtre d'une femme muaūpoko, Te Rauparaha échappe de peu à tentative d'assassinat et son fils et sa fille sont tués,. Te Rauparaha et ses hommes promettent de se venger et reviennent tuer 600 Muaūpokos sûr l'île de Papaitonga. La tribu Muaūpoko est défaite et perd son territoire. Le lac est cédé à la tribu Ngati Raukawa (en). Sa propriété est alors disputée entre cette tribu et les Muaūpokos survivants. Dans les années 1860, le chef de guerre Te Keepa Te Rangihiwinui permet aux Muaūpokos de retrouver une partie de leurs terres. Des conflits judiciaires s'ensuivent.
En 1891, l'avocat et ornithologue Walter Lawry Buller, qui a conseillé Te Keepa dans ses conflits judiciaires, reçoit le lac et 525 hectares de terres comme honoraires. Depuis plusieurs années Buller convoitait le lac, qu'il considérait comme l'« un des plus beaux morceaux de paysage de Nouvelle-Zélande » (« one of the prettiest bits of scenery in New Zealand ». Buller avait notamment conseillé le gouverneur George Grey, qui avait tenté d'acquérir Papaitonga en 1864,.
Walter Lawry Buller souhaite y créer un sanctuaire de faune et de flore ainsi qu'une résidence de campagne. Il introduit de nouvelles espèces dans le lac, en particulier des cygnes des jardins de Kew en 1893. Il renomme les deux îles du lac : Papaitonga devient Motukiwi (« l'île des kiwis »), en référence aux oiseaux qu'il relâche sur cette île, et Papawharangi devient Motungarara (« l'île du démon »), référence au tuatara qu'il y introduit. Il réalise plusieurs autres aménagements, sans jamais construire la résidence de campagne qu'il souhaitait. Après un scandale, Buller retourne vivre en Angleterre. Sa maison de Papaitonga est détruite par un incendie en 1904.

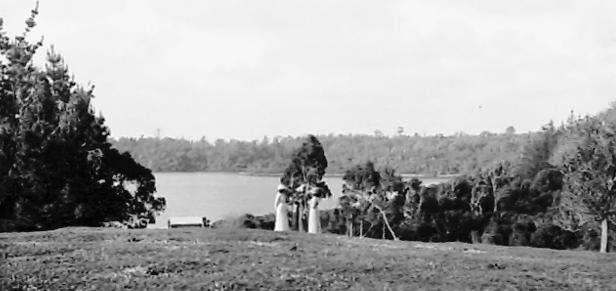
Photographie des bords du lac au début du XXe siècle.

Au début du XXe siècle, le lac Papaitonga devient un lieu de loisir populaire. En 1901, 11,5 hectares autour du lac appartenant à la Couronne sont réservés pour la préservation de la flore locale. En 1903, le gouvernement aménage des espaces de pique-nique dans la forêt. La réserve paysagère de Papaitonga est créée en 1930. En 1981, elle s'étend à la totalité du lac, lorsque celui-ci est achetée par le gouvernement à un fermier maori,.

## Faune et flore

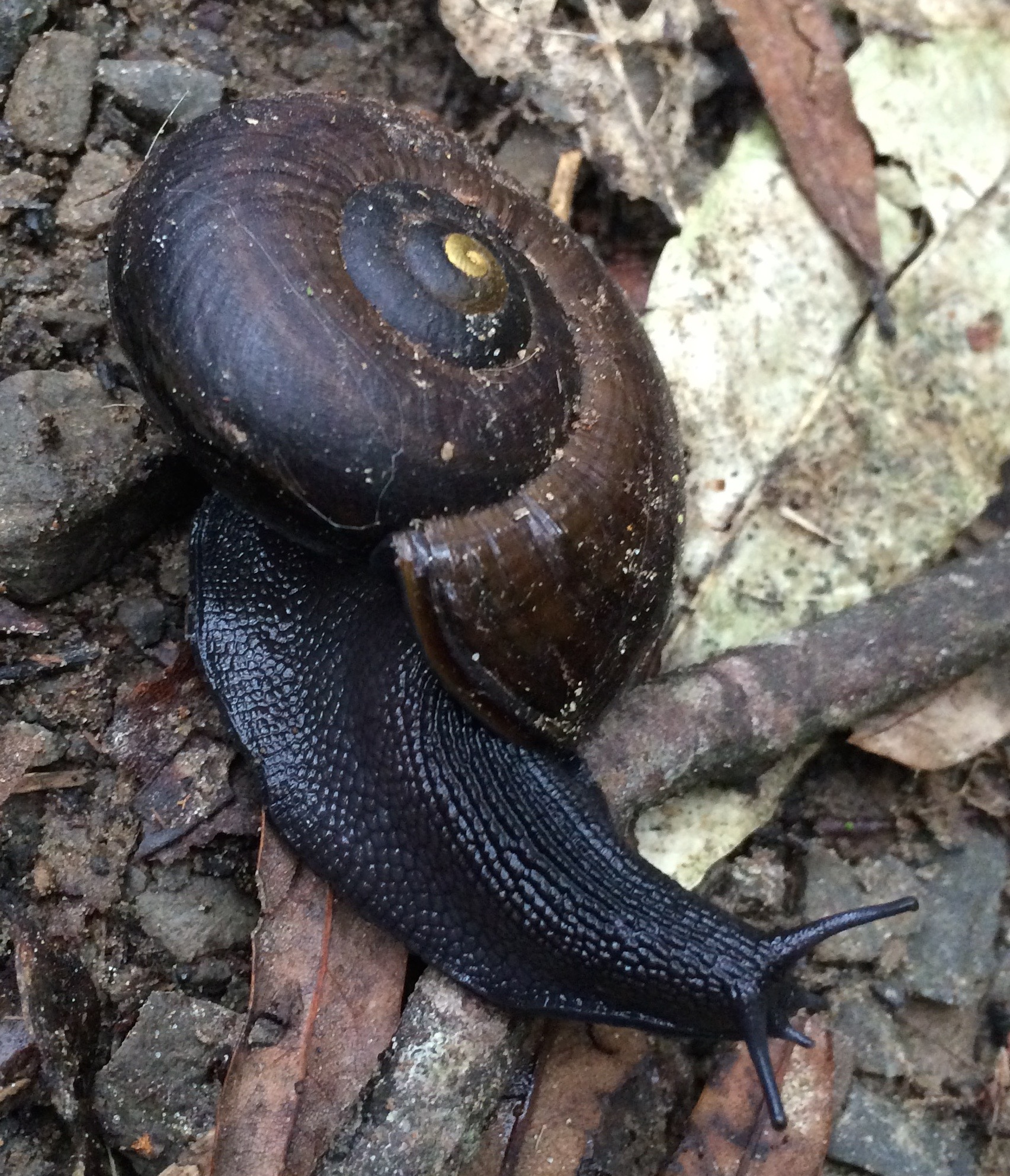
Powelliphanta traversi traversi dans la réserve de Papaitonga.

La réserve paysagère de Papaitonga est d'importance scientifique, elle est en effet la dernière forêt humide se transformant en forêt sèche de terrasse dans les régions de Wellegton et Horowhenua. Le lac Papaitonga est entouré de forêts humides de podocarpacées. Ces marécages sont dominés par le kahikatea, le maire des marais (en) et le pukatea (en), avec de nombreuses kiekies (en) en étage bas. Les forêts plus sèches, situées sur les terrasses environnantes, sont composées d'acajou de Nouvelle-Zélande, de māhoe (en), de tawa, et plus rarement de rimu et tītoki (en). En périphérie, dans la forêt de manuka, on trouve le rare Korthalsella salicornioides (en). Les rives du sud-ouest au nord-ouest du lac sont occupées par des pâturages, avec peu d'arbres.
Le lac a longtemps été un sanctuaire pour les oiseaux aquatiques. À l'époque de Walter Lawry Buller, plus de 200 sarcelles de Nouvelle-Zélande — aujourd'hui en danger — pouvaient être vues à la fois. Le canard bridé, le canard colvert, le cygne noir et la grèbe de Nouvelle-Zélande vivent sur le lac. On trouve également à Papaitonga le busard de Gould, le carpophage de Nouvelle-Zélande, l'hirondelle messagère, le martin-chasseur sacré et le pukeko.
La réserve paysagère de Papaitonga accueille l'essentiel de la population mondiale de l'escargot en danger d'extinction Powelliphanta traversi traversi. Habitant les ravines des plaines humides, cet escargot ne vit qu'au bord du lac de Papaitonga et dans la réserve de Waiopehu, à proximité de Levin. L'espèce Powelliphanta traversi florida, de la même famille, vit au sud-est du lac. Il semble que ces deux sous-espèces étaient séparées par le fleuve Ohau — qui s'écoulait autrefois au nord de son cours actuel — et sont entrées en contact à Papaitonga par l'évolution du tracé du fleuve. Ces escargots endémiques sont menacés par la grive musicienne et le merle noir, importés par l'homme, mais aussi par le rat, qui tue chaque année jusqu'à 25 % de ces escargots adultes. L'assèchement progressif du lac Papaitonga représente également une menace pour la survie de ces espèces.
La réserve est gérée par le ministère de la Conservation (en anglais : Department of Conservation ou DOC), qui s'occupe notamment de la régulation du rat noir et du phalanger et a banni les chiens, la chasse et le vélo tout-terrain. Dans le cadre de ses missions, le ministère de la Conservation doit également capturer des animaux relâchés dans la réserve et potentiellement dangereux pour la faune et la flore locale, à l'image de deux dragons d'eau australiens en 2017,.